# I'm Only a Man
I'm Only a Man è il terzo album in studio del gruppo post-hardcore statunitense Emery, pubblicato nel 2007.

## Tracce
1. Rock-N-Rule – 3:38
2. The Party Song – 3:31
3. World Away – 3:38
4. After the Devil Beats His Wife – 4:31
5. Can't Stop the Killer – 3:32
6. Story About a Man with a Bad Heart – 3:28
7. Don't Bore Us, Get to the Chorus – 3:33
8. What Makes a Man a Man – 4:24
9. The Movie Song – 3:09
10. You Think You're Nickel Slick (But I Got Your Penny Change) – 3:45
11. From Crib to Coffin – 10:44